# 周奕勳
周奕勳（2001年—），臺灣高雄市人，軟體工程師。曾就讀於國立臺灣大學資訊工程學系，於 2020 受邀至 TEDx建國中學演講。曾任Silicon Trip共同創辦人兼執行長。

## 生平
- 2016 年創辦 Silicon Trip
- 2019 年開發「韓國瑜過濾器」[8]
- 2020 年於 TEDxYouth@JianguoHighSchool （建國中學） 演講 [9]
- 2021 與國立臺灣大學學生方譽霖、張博皓、汪經倫以 Minecraft 共同創辦《MineNTU》虛擬校園「麥塊臺大」計畫，於疫情三級警戒期間推動虛擬畢業典禮與校園巡禮，並將其成果捐贈予臺大校史館典藏，成為臺大校史館典藏中學生捐贈的最年輕文物。[3][4]

## 外部連結
- 周奕勳的Facebook專頁